# Emil Jahn
Emil Bernhard Gustav Jahn (* 21. Juli 1886 in Greifenberg in Pommern; † nach 1946) war ein deutscher Politiker der SPD.
Jahn war Inhaber eines Zeitschriftenvertriebs. Seine Haltung in der NS-Zeit bezeichneten Uwe Danker und Sebastian Lehmann-Himmel in ihrer Studie über das Verhalten und die Einstellungen der Schleswig-Holsteinischen Landtagsabgeordneten und Regierungsmitglieder der Nachkriegszeit als „oppositionell gemeinschaftsfremd“ und „Protagonist der Arbeiterbewegung“. Er beteiligte sich ab 1945 am Wiederaufbau der SPD und war 1945/46 Vorsitzender des Kreisverbandes Rendsburg. Er gehörte dem Landtag Schleswig-Holstein in dessen erster Ernennungsperiode (April bis November 1946) an.
Jahn, geboren als Sohn des Arbeiters Gustav Jahn und dessen Ehefrau Emilie (geb. Strege), Schlosser von Beruf, war von 1921 bis 1935 mit Emma Ida Auguste (geb. Woll) verheiratet.